# Gooyergracht
Gooyergracht - op exact deze wijze gespeld - is volgens topografische kaarten sinds omstreeks 1975 de naam van de brede grenssloot tussen de gemeente Eemnes (provincie Utrecht) en Blaricum (Noord-Holland). De eigenaar van het water, Waterschap Amstel Gooi en Vecht, heeft eind 2018 besloten de hedendaagse schrijfwijze Gooiergracht te hanteren als uitvloeisel van een project van het Kadaster voor het bij de tijd brengen van de topografische kaarten in het betreffende gebied.
De naam Gooiergracht (of de versie met y) wordt ook vaak ten onrechte gebruikt voor verloop van de provinciegrens ten zuiden van grenspaal 3 tussen Noord-Holland en Utrecht, respectievelijk de gemeenten Laren en Hilversum aan de ene kant en Eemnes, Baarn en De Bilt aan de andere kant. Officiële straatnamen langs deze grenslijn zijn de straatnamen Gooiergracht in Laren en Goyergracht Noord en Goyergracht Zuid in Eemnes.
De gehele grenslijn heeft een lange voorgeschiedenis met eeuwenlange conflicten. De huidige provinciegrens, die gemarkeerd wordt door opvallend grote palen (ca. 2 m hoog), dateert van 1719, toen uiteindelijk de onduidelijkheden over het zuidelijk gedeelte langs de huidige gemeenten Baarn en De Bilt (voorheen Maartensdijk) werden opgelost.
De bisschop van Utrecht trok in 1356 na een conflict over Eemnes met de graaf van Holland de grens als rechte lijn vanaf de Leopaal of Leeuwenpaal (meest noordelijke grenspaal) op de domtoren te Utrecht. Bijgevolg bestaat een wijdverbreide misvatting dat de hele grens recht zou zijn en gericht is op de domtoren. Dit is maar ten dele waar. Ook bestaat de misvatting dat de hele (globaal) noord-zuid lopende grens Gooiergracht zou heten. Er zijn vijf grensvakken te onderscheiden die met betrekking tot het al of niet (historisch) correcte gebruik van de naam Gooiergracht of andere varianten van belang zijn.

## Eerste en tweede vak
De drie gedeelten langs de gemeente Eemnes, vanaf de Eem (oost-west) tot aan de Leeuwenpaal (ongenummerde noordelijkste grenspaal), die vanaf de Leeuwenpaal tot paal nr. 1 en die vanaf paal 2 tot aan paal nr. 6 zijn sinds een vonnis van de Geheime Raad te Mechelen uit 1535 stabiel en geaccepteerd. Globaal volgt de grens de vervaagde van 1356. De grenssloot vanaf de Leeuwenpaal tot aan grenspaal 1 (tweede vak) is met grote waarschijnlijkheid reeds in 1426 gegraven, toen de te ver doorgeschoten ontginning van Eemnes als Bouwvenen bij het Gooi kwamen (nu geheel bij Blaricum). Tussen de palen 1 en 2 bestaat in de grens langs de Laarderweg te Eemnes een inschinkeling (zijdelingse sprong) van ca. 75 m (ca. 20 Rijnlandse roeden). In 1536 is de niet geheel juist gerichte grenssloot van het tweede vak door Karel V geaccepteerd, maar de Eemnessers mochten tegen een jaarlijkse erfpacht de smalle punt grond ten noorden van de inschinkeling blijven gebruiken. Zij moesten de Gooiers wel toelaten over het pad (nu Goyergracht Noord). Het eerste stuk was door de oost-westrichting niet gericht op de dom. Het tweede stuk, waarlangs in Eemnes het pad Goyergracht Noord loopt, is vermoedelijk door het niet goed kunnen zien van de domtoren niet helemaal precies gericht.

## Derde vak
Het derde grensvak behoefde in 1535 aanvankelijk alleen gemarkeerd te worden met een greppel, maar moest binnen het jaar verbreed en verdiept worden tot dezelfde brede graft (een roede breed, ca. 3,76 m). Het is het enige van alle grensvakken dat nagenoeg precies op de domtoren is gericht. Hij liep blijkbaar niet verder dan net voorbij grenspaal 3. Alleen tot hier was sprake van een brede en diepe gracht om misverstanden over de gronden uit te sluiten, maar ook om overtollig water uit het Gooi te lozen. Tegenwoordig liggen alleen langs het eerste en tweede vak nog brede watervoerende sloten. In de bedding van de gedempte oude sloot van dit grensvak ligt nu een afvoerbuis van de rioolwaterzuivering in Hilversum-Oost. Strikt genomen kan vanouds alleen hier sprake zijn van de naam Gooiergracht. 
De straatnamen aan weerszijden zijn historisch gezien alleen gerechtvaardigd ten noorden van grenspaal 3: Gooiergracht (Laren NH) en Goyergracht Zuid (Eemnes).

## Vierde vak
Het vierde grensvak (paal 7-paal 10) en vijfde (paal 11-paal 16) zijn pas sinds 1719 provinciegrens. Voor die tijd, sinds het vonnis van 1535, hoorde het gebied ten oosten ervan, begrensd door de globaal rechte lijn van de zuidpunt van de Wakkerendijk (Eemnes) tot kasteel Drakenstein, tot Holland met de bepaling dat Utrechtse eigenaren tegen jaarlijkse betaling hun rechten op dit gebied mochten blijven uitoefenen. De (Hollandse) Gooiers (erfgooiers) moesten deze rechten respecteren. Langs het vierde vak werd (paal 7-paal 10) lag sinds 1536 de scheiding tussen het Baarnse Veen en het Gooi, die later bekendstond als Roeterswal. Deze ligt nog in het veld, ca. 75 a 100 m ten oosten van de huidige provinciegrens. Hier is het sindsdien rustig gebleven en de lijn staat onomstreden op een kaart met betrekking tot het conflict van 1619 (Lucas Jansz Sinck, Nationaal Archief, VTH 2582). Ook de greppel langs dit vak van de provinciegrens van 1719 wordt ook wel Gooiergracht genoemd, wat evenmin historische grond heeft. Straatnamen in die zin zijn niet aan de orde.

## Vijfde vak
Het door de eeuwen heen meest problematische grensvak was het vijfde vak (paal 11-paal 16) als gevolg van daar aanwezig uitstekend veen tussen de heuvels Bosberg (Hilversum) en De Vuursche (Baarn, voormalige gemeente Lage Vuursche), waarop Maartensdijkers (Oostveen) en eigenaren Biltenaren (Ridderveen) uit Utrecht enerzijds en Gooiers aan Hollandse zijde rechten hadden. Dit grensvak was als intern-Hollandse begrenzing van Het Gooi in 1619 omstreden door verdwijning of verwijdering van de oude markeringen (o.a. houten palen), hoewel langs een gedeelte ervan een van de twee zogenaamde Gooise schansen lag. De greppel langs de provinciegrens staat hier bekend als Hollandse Sloot, maar wordt niettemin ook nog weleens onterecht Gooiergracht genoemd.